# Onthophagus iumienus
Onthophagus iumienus är en skalbaggsart som beskrevs av Masumoto, Ochi och Hanboonsong 2007. Onthophagus iumienus ingår i släktet Onthophagus och familjen bladhorningar. Inga underarter finns listade i Catalogue of Life.